# CEA Transports
 (octobre 2013).
Si vous disposez d'ouvrages ou d'articles de référence ou si vous connaissez des sites web de qualité traitant du thème abordé ici, merci de compléter l'article en donnant les références utiles à sa vérifiabilité et en les liant à la section « Notes et références ».
La société CEA Transports (Compagnie d'exploitation automobile et de transports) dont le siège social est à Sainte-Geneviève-des-Bois (Essonne) exploite un réseau de bus au sud-est de l'Île-de-France.
Opérateur de transport public, CEA Transports, filiale du groupe Transdev, assure un service public de transport de voyageurs dans le département de l’Essonne, notamment sur les secteurs des intercommunalités, créées le 1er janvier 2016, de Paris-Saclay Agglomération et Cœur d'Essonne Agglomération ainsi que, dans les départements du Val-de-Marne et de Seine-et-Marne, sur le secteur du Grand Paris Sud Est Avenir, anciennement Haut Val-de-Marne.

## Histoire

### Histoire de l'entreprise
La création de la société « Autocars Renault CEA » par le constructeur automobile Renault remonte à 1934. Après un abandon du nom « CNEA Uniroute » (N pour nouvelle), pris en 1963, elle recourt au sigle CEA qui signifie « Compagnie d'Exploitation Automobile ».
À la fin des années 1930, elle devient le leader du marché français, avec 30,5 % de parts de marché sur les transports interurbains.
De 1990 au 2 mars 2011, la CEA Transports est une filiale du groupe Transdev.
Le 3 mars 2011, la société Transdev, qui gérait l'entreprise, fusionne avec le groupe Veolia Transport alors filiale de Veolia environnement pour donner naissance à « Veolia Transdev » qui devient le no 1 privé mondial dans le secteur des transports.
Deux ans plus tard, en mars 2013, le groupe étant endetté de plusieurs millions d'euros, celui-ci adopte le nom de Transdev à la suite du désengagement de Veolia environnement, détenteur de Veolia Transport.
CEA Transports exerce ses activités essentiellement dans les départements de l’Essonne, du Val-de-Marne et de Seine-et-Marne. Historiquement implantée dans les communes de Sainte-Geneviève-des-Bois, Boissy-le-Cutté, Ormesson-sur-Marne et Torcy, CEA Transports travaille en collaboration avec huit collectivités locales assurant un service de transport sur un bassin de plus de 190 000 habitants.
Depuis le 1er janvier 2012, tous les véhicules du SITUS stationnés dans le dépôt datant d'après-guerre à Ormesson-sur-Marne sont transférés dans un centre bus moderne d'un peu plus de 10 000 m2, dans la zone industrielle jouxtant la route nationale 4 sur la commune de Pontault-Combault.
Depuis le 2 mars 2015, l'intégralité des véhicules de la ligne 421 stationnés en gare de Torcy rejoignent le centre bus de Pontault-Combault.
En juillet 2019, l'entreprise a fait l'acquisition des Cars Perron situés à Pussay (Essonne) ; le dépôt, les conducteurs et les véhicules sont intégrés à CEAT qui hérite donc de nombreux circuits scolaires du Sud-Essonne (Angerville, Pussay, Méréville, etc.), de rotations sur la ligne 4450 (Dourdan — Gare RER ↔ Étampes — Gare RER) du réseau Albatrans et du réseau urbain de Dourdan avec la ligne 85-01.

### Histoire des lignes et réseaux de bus
Le 2 janvier 2014, certaines lignes du réseau de bus sont renumérotées comme suit, :
| Ancien numéro | Nouveau numéro(s)        |
| ------------- | ------------------------ |
| 10.09         | 204 (circuit circulaire) |
| 10.09         | 221 (circuits scolaire)  |
| 10.10         | 205 (circuit circulaire) |
| 10.10         | 222 (circuits scolaire)  |
| 10.14         | 114                      |
| 10.14         | 116                      |
| 10.16         | 206                      |
| 10.22         | 223                      |
| 10.23         | 224                      |
| 10.24         | 225                      |
| 10.26         | 226                      |

Le 3 mars 2014, la ligne 107 est divisé en une autre sous-ligne, la ligne 108 qui reprend la desserte entre Z.I Croix Blanche et Porte d'Orléans, la ligne 107 quant à elle reliera Z.I Croix Blanche à la Gare de Massy - Palaiseau. À cette même date la ligne 107 abandonne la desserte entre Z.I Croix Blanche et la Maison d'arrêt de Fleury-Mérogis, qui sera désormais uniquement desservi par la ligne 109. En compensation, quelques semaines plus tard la ligne 510 sera prolongé à Z.I Croix Blanche.
Le 4 septembre 2017, les lignes 102A, 102B et 10.12 sont modifiées comme suit :
- la ligne 102A fusionne avec la ligne 18.11A de l'établissement Transdev de Brétigny sous l'indice 101 et voit son offre renforcée afin de garantir le transport des scolaires ;
- la ligne 102B est renumérotée sous l'indice 102 ;
- la ligne 10.12 est renumérotée sous l'indice 104.

Le 8 janvier 2018, la deuxième phase de restructuration du réseau SITUS est entamée :
- la ligne 2 est renforcée le soir en semaine entre 19 h et 19 h 30 avec un passage toutes les dix minutes ;
- la ligne 7 abandonne son tronçon entre la gare d'Émerainville - Pontault-Combault et le centre commercial Les 4 Chênes. La ligne est renforcée du lundi au vendredi aux heures de pointe avec un bus toutes les dix minutes, toutes les quinze minutes aux heures creuses et toutes les vingt minutes le week-end ;
- la ligne 8 voit toutes ses courses prolongées jusqu'au centre commercial Pince-Vent à La Queue-en-Brie ; elle reprend la desserte du lycée Champlain de la ligne 9 ;
- la ligne 9 est supprimée et reprise en partie par les lignes 8 et 10 ;
- la ligne 10 suit un itinéraire plus simple et direct en abandonnant la desserte du Triangle des Cantoux et voit son terminus reporté au centre commercial Pince-Vent. Ses fréquences sont renforcées avec un bus toutes les dix minutes du lundi au vendredi aux heures de pointe, un bus toutes les trente minutes aux heures creuses ainsi que le samedi. Enfin, un service est créé les dimanches et fêtes.

À cette même date, la ligne 107 est renforcée avec un passage toutes les dix minutes aux heures de pointe, toutes les vingt minutes le samedi après-midi et toutes les trente minutes les dimanches et fêtes.
Le 10 décembre 2018, à la suite de la mise en place du SA 2019 sur le RER D le réseau du Val d'Essonne est restructuré :
- La ligne 201 et 204 fusionnent, ce qui prolonge la ligne 201 au Collège Doisneau via le Domaine tout en profitant d'un bus toutes les 15 minutes aux heures de pointe.
- La ligne 205 abandonne son circuit circulaire et est prolongée jusqu'à Vayres-sur-Essonne via la gare de la Ferté-Alais, son ancien itinéraire traversant Itteville reste assuré par les lignes 206A et 206B.

Le 4 novembre 2019, à la suite d'une demande des collectivités locales, la ligne 221 va relier les communes de Ballancourt-sur-Essonne et Itteville au lycée Alexandre Denis à Cerny. Son ancienne desserte est reprise par la ligne 222 qui subit également un changement d'itinéraire.

### Ouverture à la concurrence
Le 1er août 2022, à la suite de l'ouverture à la concurrence du réseau de transport en commun francilien, les lignes 114 et 116 sont intégrées au nouveau réseau de bus Paris-Saclay en passant sous l'exploitation de RD Saclay, les lignes 41, 42, 43, 44, 45, 10.01, 316, 317, 318, 319, 320, 321, 322, 323, 324, 330 et 331 sont intégrées au réseau de bus Essonne Sud Ouest et les lignes 201, 203, 205, 206A, 206B, 221, 222, 223, 224, 225 et 226 sont intégrées au réseau de bus Essonne Sud Est.
Le 6 mars 2023 Île-de-France Mobilités désigne Transdev comme futur exploitant de la délégation de service public numéro 25, comprenant l'exploitation de 37 lignes de bus et d'un service de transport à la demande, desservant la Communauté d’agglomération Cœur d’Essonne. Le 1er août 2023, l'ensemble des lignes intègrent le réseau de bus Cœur d'Essonne en raison de l'ouverture à la concurrence de celui-ci.

## Organisation
CEA Transports exploitait 20 lignes régulières desservant principalement les communautés d'agglomération de l'Étampois Sud-Essonne et Cœur d'Essonne Agglomération, la communauté de communes du Val d'Essonne et, dans une moindre mesure, la communauté d'agglomération Communauté Paris-Saclay. La société exploitait entièrement le réseau de bus Génovébus, réseau urbain de la commune de Sainte-Geneviève-des-Bois, composé de quatre lignes régulières et de cinq lignes à vocation scolaire.
L'entreprise affrète une ligne pour le compte de la RATP, assurait certains services d'une ligne du réseau départemental Albatrans, quatre lignes des transports intercommunaux Centre Essonne, six lignes du réseau de bus SITUS dont quatre qu'elle gère intégralement.
La société exploitait également 21 lignes régulières à vocation scolaire desservant les établissements situés dans les communes de Arpajon, Ballancourt-sur-Essonne, Cerny, Corbeil-Essonnes, Étampes, Itteville, Lardy, Mennecy, Sainte-Geneviève-des-Bois.
Elle s’est aussi engagée dans quelques transports scolaires et assure la desserte de certains établissements. Enfin, elle exécute des prestations de transport occasionnel et périscolaire pour le compte de collectivités et de clients divers.
L’entreprise possède en 2022 6 dépôts de bus, à Sainte-Geneviève-des-Bois, Boissy-le-Cutté, Bretigny-sur-Orge, Pontault-Combault, Pussay et Ormesson-sur-Marne. Celui de Boissy-le-Cutte est repris par Île de France Mobilités, qui le loue à Francilités Ouest Essonne et Keolis Val d'Essonne 2 Vallées au 1er août 2022 dans le cadre de l’ouverture à la concurrence.

## Lignes et réseaux
L'entreprise assurait auparavant certains services des lignes 401, 406, 408 et 510 pour le compte des Transports intercommunaux Centre Essonne (TICE).
L'entreprise affrète, via son dépôt de Pontault-Combault, la ligne 421 du réseau de bus RATP pour le compte de celle-ci.

## Parc de véhicule
Les véhicules des différents réseaux sont constitués de :
- Fast Syter 2 ;
- Heuliez GX 127 ;
- Heuliez GX 137 ;
- Heuliez GX 317 ;
- Heuliez GX 327 ;
- Heuliez GX 337 ;
- Irisbus Agora ;
- Irisbus Citelis 12 ;
- Irisbus Arès ;
- Irisbus Evadys ;
- Irisbus Iliade ;
- Irisbus Récréo ;
- Iveco Bus Crossway ;
- MAN Lion's City Hybrid ;
- Mercedes-Benz Citaro ;
- Mercedes-Benz Citaro LE Ü ;
- Setra S 316 UL-GT ;
- Setra S 415 UL ;
- Setra S 415 LE business ;

## Identité visuelle

Ancien logo du réseau de bus Génovébus Plus.
Logo du réseau de bus Génovébus depuis 2013.
Logo du réseau de bus Orgebus
Logo du réseau de bus SITUS.
Logo de CEA Transports jusqu'en 2013.

## Galerie de photographies

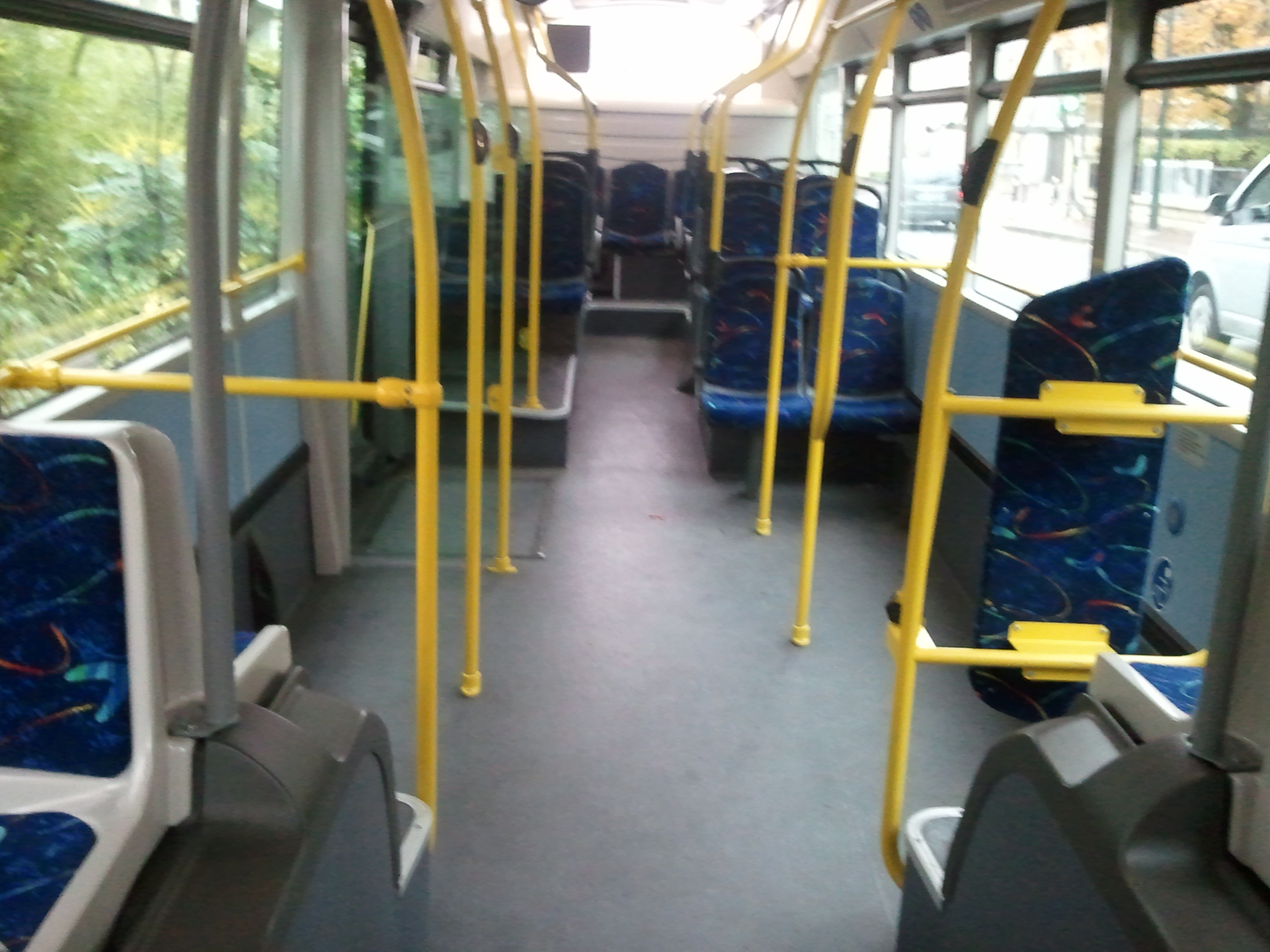
Vue intérieure d'un Heuliez GX 327 du réseau de bus SITUS.
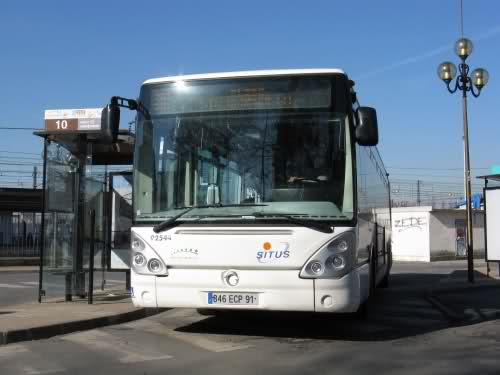
Un Irisbus Citelis 12 sur la ligne 10 à la gare de Sucy - Bonneuil
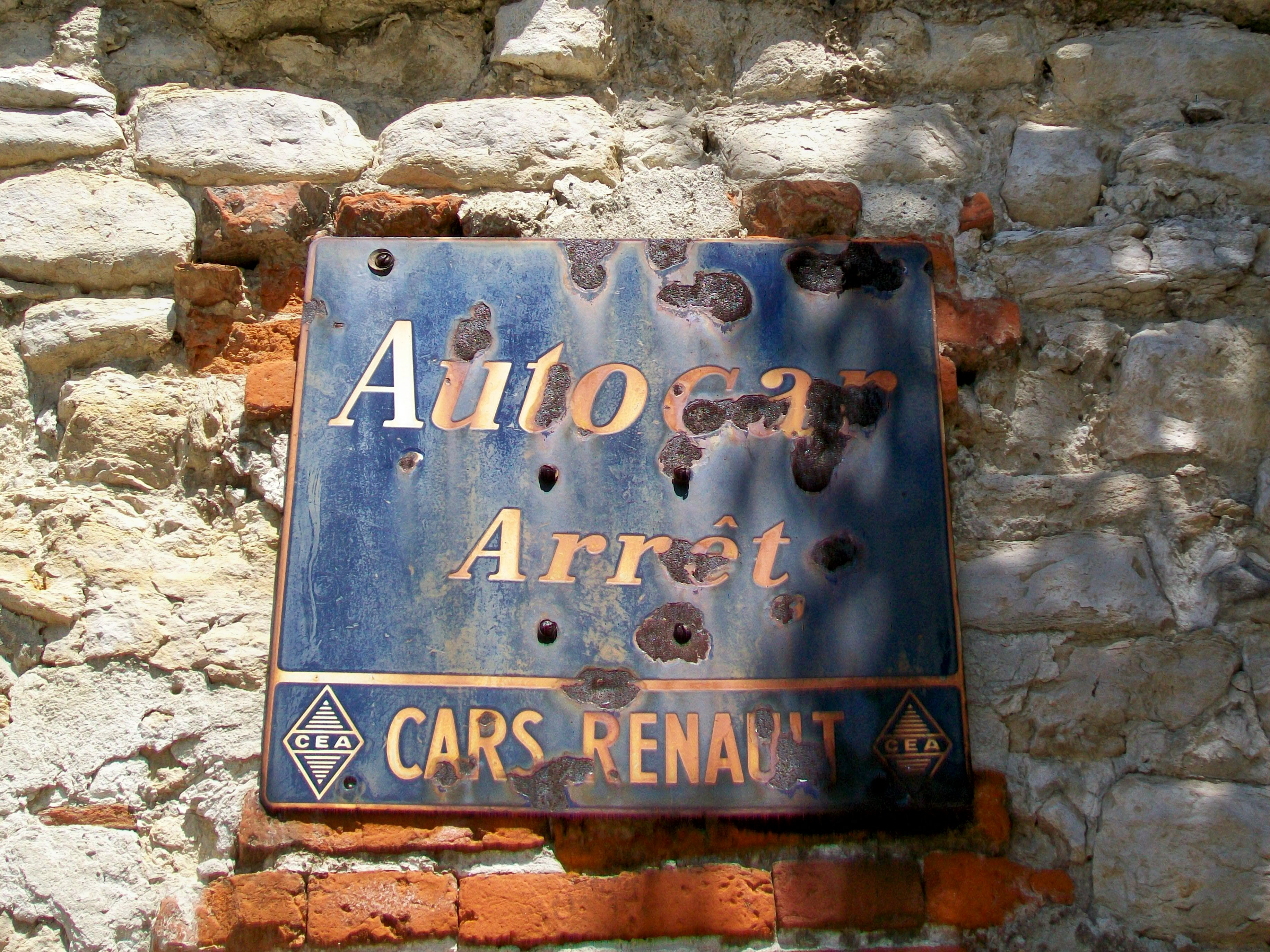
Vieille plaque « Autocar arrêt » d’Autocars Renault CEA, nom initial du transporteur de 1934 à 1963.
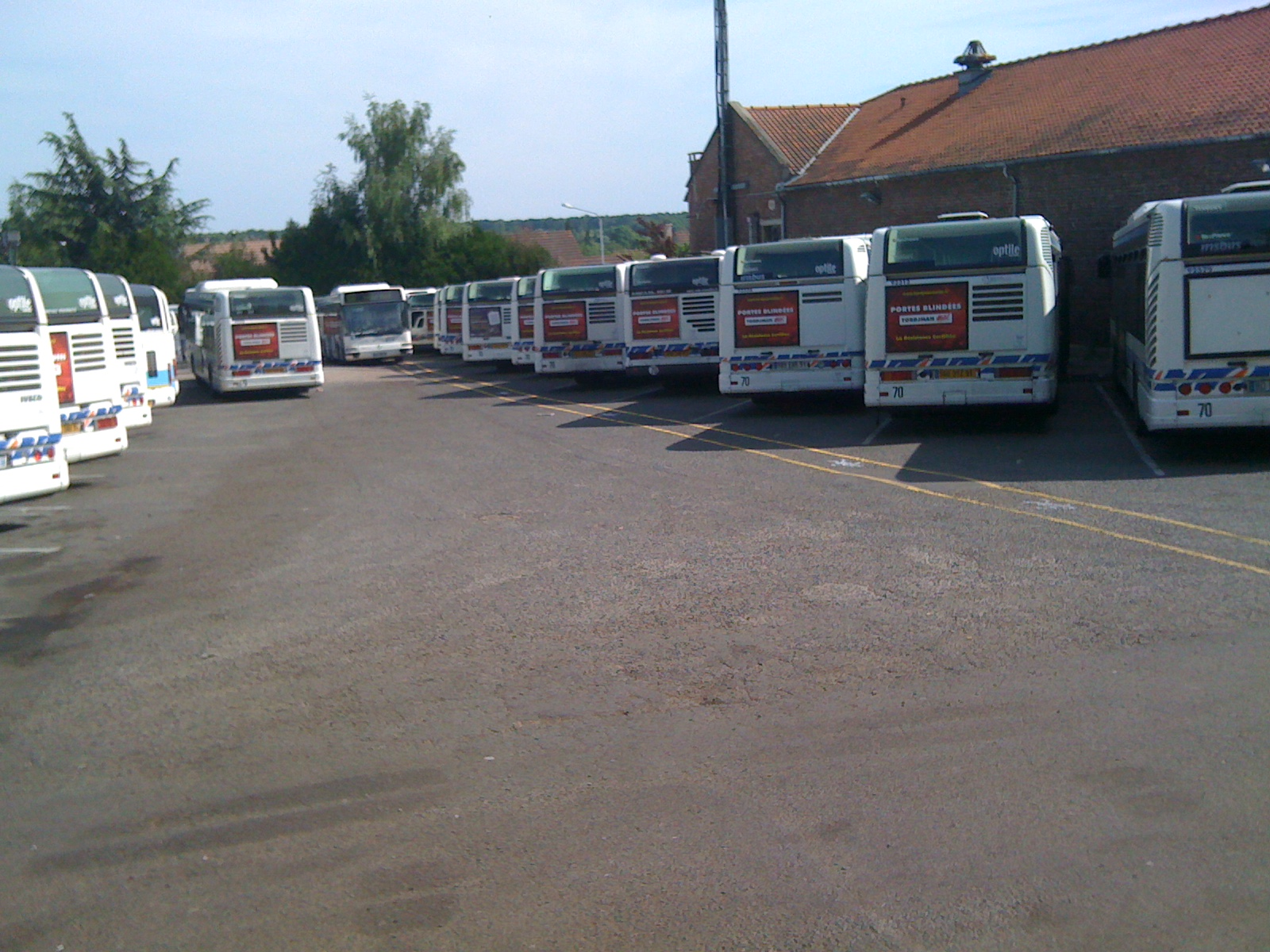
Vu du dépôt d'Ormesson-sur-Marne en activité du 1er octobre 1958 au 31 décembre 2011[réf. nécessaire]
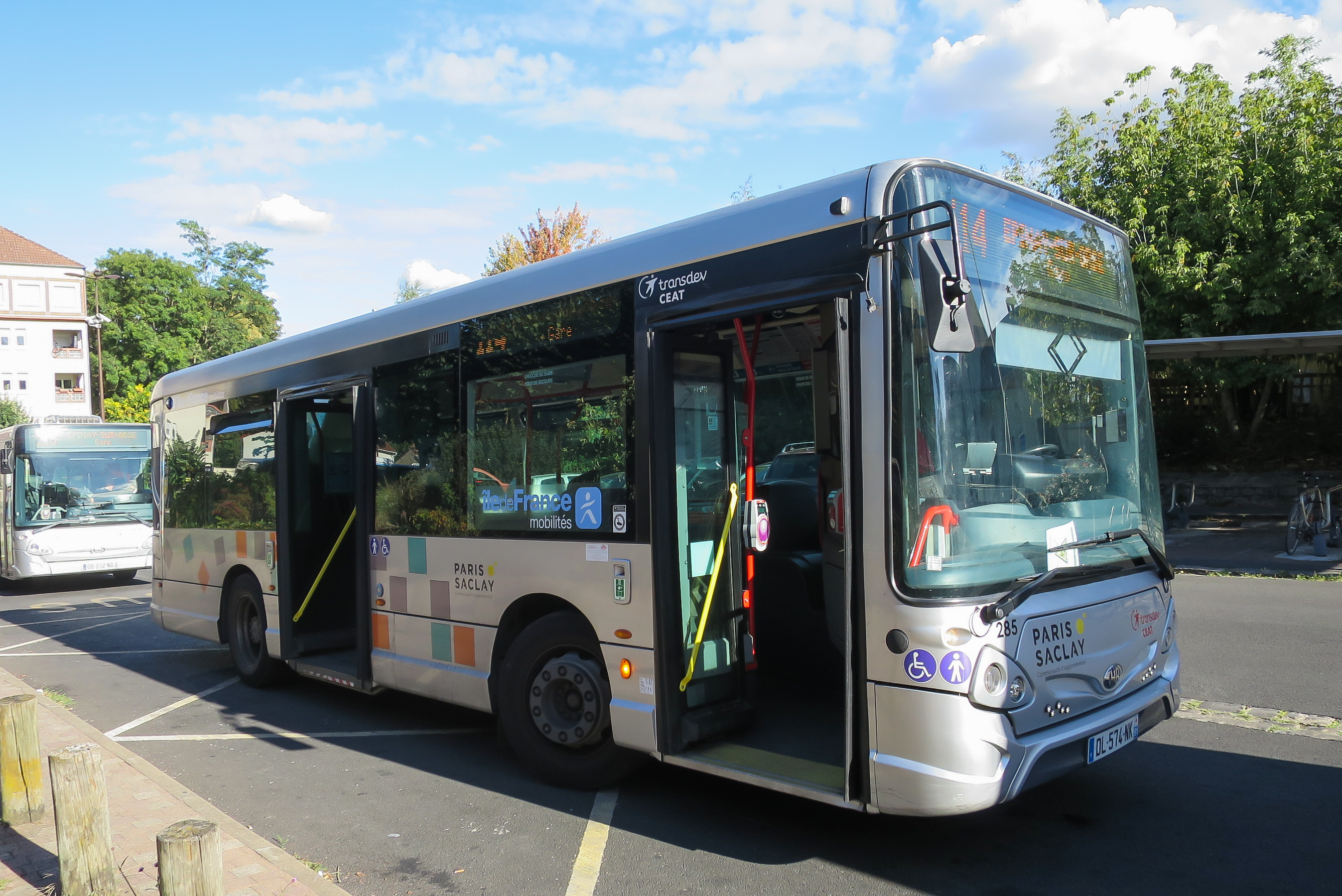
Un midibus Heuliez GX 137 de l’ancienne ligne 114, aux couleurs de Paris Saclay